# Maison Guillaume-Estèbe
La maison Guillaume-Estèbe est un immeuble patrimonial classé depuis 1960 et est située dans la Basse-Ville de Québec au Canada. La maison bourgeoise a été construite en 1751 pour Guillaume Estèbe, marchand et membre de l'administration coloniale de la Nouvelle-France. Cette habitation de 21 pièces et 8 foyers mesure 20 mètres de façade par 15 mètres de profondeur. Elle comporte une cave voûtée accessible au public, deux étages, des combles et un grenier.
La maison est intégrée au Musée de la civilisation en 1984 et abrite une partie du personnel du musée. Les voûtes sont occupées par une boutique de souvenirs.